# Casartigiani
Casartigiani è un'associazione di categoria italiana rappresentativa dell'artigianato tradizionale, familiare e della microimpresa.  Impostata su uno statuto federale, rappresenta circa 150.000 imprenditori.

## Storia
Casartigiani nasce nel 1958 a Roma per volere di numerose associazioni di tutto il territorio nazionale quale Confederazione Artigiana Sindacati Autonomi (CASA) con lo scopo di essere totalmente autonoma indipendente e apartitica.
Nel 2010 è stata costituita Rete Imprese Italia cui Casartigiani, già dal cosiddetto “Patto del Capranica” del 2006, ha aderito insieme alle altre più importanti Organizzazioni della PMI nazionali Confartigianato, CNA, Confcommercio e Confesercenti.
Presidente dell'Organizzazione, e rinnovatore con la ridefinizione in CASARTIGIANI e con l'impianto statutario peculiarizzato sull'Artigianato, è Giacomo Basso che nel 2009, per particolari benemerenze, è stato insignito della massima onorificenza della Repubblica quale Cavaliere di Gran Croce.
Definito in occasione della costituzione di Rete Imprese Italia dal Corriere della Sera “il leader fatto in CASA” con evidente doppio riferimento semantico all'acronimo C.A.S.A. (Confederazione Autonoma Sindacati Artigiani) e alla fortemente voluta e contestualizzata carriera all'interno dell'organizzazione dagli anni ‘70 ad oggi, Presidente dal 2000, prima ancora Segretario Generale dall'83. 
Rinuncia da sempre e per principio a qualsiasi incarico nei Consigli di Amministrazione o nei ruoli politici.

## Scopi
Tra le finalità di Casartigiani vi è quella di promuovere, diffondere e rafforzare nella società l'imprenditorialità artigiana, favorendo il confronto con le altre categorie economiche, promuovendo e favorendo accordi e attività di carattere generale sul piano nazionale e stipulando contratti collettivi nazionali di lavoro per tutte le imprese artigiane di qualsivoglia categoria e settore.

## Struttura
Casartigiani è strutturata su base federale, con 14 federazioni nazionali di categoria rappresentative di tutti i vari settori di mestiere, 100 tra federazioni regionali ed associazioni provinciali e circa 1000 sedi mandamentali e delegazioni comunali.
Il suo impegno si concretizza attraverso specifici servizi confederali: Rapporti sindacali e politiche del lavoro; Formazione professionale; Previdenza ed assistenza; Ambiente, sicurezza, territorio ed energia; Relazioni istituzionali e legislative; Politiche economiche; Credito e garanzia fidi; Innovazione tecnologica; Politiche fiscali e tributarie; Assistenza fiscale; Patronato.

## Sistema di relazioni sindacali
Casartigiani promuove numerosi organismi di carattere sindacale, assistenziale e di servizio. Tra questi:
- la FNPA (Federazione Nazionale Pensionati Artigiani);
- l'EASA (Ente assistenza Sociale per gli Artigiani);
- l'INIAPA (Istituto Nazionale per l'Istruzione e l'Addestramento Professionale),
- il CAF Casartigiani (Centro Assistenza Fiscale dipendenti e pensionati)

Casartigiani è rappresentata per l'artigianato nel CNEL dalla fondazione dell'Organo Costituzionale senza soluzione di continuità ed è firmataria di tutti i contratti di lavoro collettivi nazionali del comparto.